# Лондонский атлетический клуб
Лондонский атлетический клуб — клуб легкоатлетов, базирующийся в Лондоне, Англия. Это старейший независимый легкоатлетический клуб в мире, которому в 2013 году исполнилось 150 лет. Более шестидесяти спортсменов, связанных с клубом, с тех пор стали стали олимпийцами и ведущими спортсменами Британии. В настоящее время клуб базируется в Барн-Элмс, на западе Лондона.

## Цвета клуба
Цвета «Лондонского клуба» — классический зелёный и старое золото. В комплект формы входит жилет зелёного цвета с горизонтальной золотой полосой. Внутри полосы на передней части жилета находится название клуба или герб клуба.

## История
«Лондонский спортивный клуб» — старейший независимый легкоатлетический клуб в мире: он был основан в 1863 году и назывался атлетический клуб Минсинг Лейн.
Первое собрание состоялось 27 июня 1863 года на площадке для крикета и бега в Западном Лондоне в Бромптоне. Встречи проводили в разных местах города: ещё одна состоялась на беговой площадке Западного Лондона 25 ноября 1865 года. 16 января 1866 года газета «Sporting Life» сообщила, что спортивный клуб «Минсинг Лейн» был переименован в «Лондонский атлетический клуб». Три года спустя, в 1869 году, клуб перенёс свою базу на недавно открытый стадион «Лилли Бридж Граундс».
Чарльз Диккенс-младший писал, что в 1878 году ЛАК насчитывал 700 активных и неактивных (то есть неконкурирующих) членов; провёл 90 соревнований с участием более 1000 спортсменов, и в том году к нему присоединилось 268 новых членов.
В 1904 году Лондонский атлетический клуб переехал на стадион «Стэмфорд Бридж». Первое заседание на новом месте состоялось 10 мая 1905 года.
В 1933 году клуб перенёс базу на стадион «Уайт-Сити». А в 1954 году переехал на стадион «Херлингем Парк». В 1966 году клуб снова перенёс свою базу, на этот раз в «Кристал Пэлас», затем вернулся в «Херлингем» в 1972 году и позже использовал «парк Мотспур».
В 2023 году в качестве базы клуб использует «Барн-Элмс» на западе Лондона.

### Соревнования среди школ
Клуб инициировал проведение национальных соревнований по лёгкой атлетике среди английских школ. Ежегодные встречи начались в XIX веке и до 1948 года проводились только в государственных школах. Первое полное собрание государственных школ «Лондонского атлетического клуба» состоялось в «Королевском клубе» 10 апреля 1897 года. Мальчики соревновались в беге на 100, 440, 880 ярдов, миле, беге на 120 ярдов с барьерами, прыжках в высоту и в длину.
До 1933 года встречи проводили на «Стэмфорд Бридж», затем, до 1962 года, в основном в «Уайт-Сити», после — в «Мотспур парке».
В 1940-х и 1950-х годах ежегодно соревновались более 200 школ.

## Олимпийцы клуба
Более шестидесяти членов клуба участвовали в Олимпийских играх. Австралиец Тедди Флэк завоевал первые олимпийские медали за клуб: двойное золото на дистанциях 800 и 1500 метров на первых современных Олимпийских играх в Афинах. На Олимпийских играх 1908 года в Лондоне 28 членов клуба представляли Великобританию, а Уиндхем Холсуэлл завоевал золото на дистанции 400 метров спорным результатом.
Несколько членов клуба участвовали в Олимпийских играх 1912 года в Стокгольме, в том числе Сидни Абрахамс (прыжки в длину) и Филип Ноэль-Бейкер (800 и 1500 метров), который также был капитаном олимпийской сборной Великобритании в Антверпене в 1920 году после Первой мировой войны. Также за сборную Великобритании на Олимпийских играх в Антверпене выступали Р. А. Линдси и Гай Батлер в составе победившей эстафетной команды 4 по 400 метров. Гай Батлер снова завоёвывал олимпийские медали на Олимпийских играх 1924 года в Париже и на Олимпийских играх в Амстердаме 1928 года.
Другие члены клуба добивались олимпийских успехов в 1924 и 1928 годах. В 1924 году на дистанции 100 метров Гарольд Абрахамс завоевал золото, Артур Порритт — бронзу, а на дистанции 800 метров Дуглас Лоу завоевал золото. В 1928 году лорд Бёрли выиграл золото в беге на 400 метров с барьерами, а Дуглас Лоу завоевал золотую медаль на дистанции 800 метров. Дуглас Ним (бег на 110 метров с барьерами) и Вернон Морган (бег на 3000 метров с препятствиями) также участвовали в Олимпийских играх 1928 года. Члены клуба Джек Пауэлл (бег на 800 метров) и Роли Харпер (бег на 110 метров с барьерами) участвовали в Олимпийских играх 1932 года в Лос-Анджелесе.
До Второй мировой войны олимпийский успех продолжался: Фредди Вольф привёл британскую команду в эстафете 4 по 400 метров к золоту в Берлине в 1936 году, Брайан Маккейб дошел до финала на дистанции 800 метров, а Джон Пауэлл — до полуфинала . После Второй мировой войны на Олимпийских играх 1948 года в Лондоне Майкл Поуп участвовал в беге на 400 метров с барьерами. Четыре года спустя Джон Дизли завоевал бронзу в беге с препятствиями на 3000 метров в Хельсинки в 1952 году, который позже стал синонимом Лондонского марафона. Метатель копья Ричард Миллер из Северной Ирландии и барьерист Джек Паркер также представляли Великобританию на летних Олимпийских играх 1952 года. Джек Паркер вместе с другим барьеристом Гарри Кейном участвовал в летних Олимпийских играх 1956 года в Мельбурне в беге на 110 и 400 метров с барьерами соответственно. Прыгун в высоту Джефф Парсонс, участник Олимпийских игр 1984 и 1988 годов, в 1988 году дошёл до финала.

## Рекорды
| Событие           | Результат     | Рекордсмен                                                 | Место                                     | Дата          |
| ----------------- | ------------- | ---------------------------------------------------------- | ----------------------------------------- | ------------- |
| 100 м             | 10.3 с        | E.R. Sandstrom                                             | Брюссель                                  | 1957-09-18    |
| 200 м             | 21.1 с        | B.A. Smouha                                                | София                                     | 1961-09-03    |
| 400 м             | 46.8 с        | Мартин Джон Винболт-Льюис                                  | Уайт Сити                                 | 1966-08-20    |
| 800 м             | 1 мин 49.4 с  | J.K. Johnson                                               | Мотспур Парк                              | 1966-05-21    |
| 1500 м            | 3 мин 49.0 с  | D.C. Seaman                                                | Стокгольм                                 | 1953-09-03    |
| 1 миля            | 4 мин 05.4 с  | Джон Дизли                                                 | Уолтон                                    | 1958-06-14    |
| 5000 м            | 14 мин 13.2 с | Джон Дизли                                                 | Уайт Сити                                 | 1957-07-20    |
| 110 м с барьерами | 14.5 с        | V.C. Matthews                                              | Париж                                     | 1958-09-14    |
| 400 м с барьерами | 51.5 с        | Гарри Кейн                                                 | Уайт Сити                                 | 1954-10-13    |
| 3000 м стипль-чез | 8 мин 44.2 с  | Джон Дизли                                                 | Москва                                    | 1955-09-11    |
| 4×100 м           | 43.3 с        | N.H. Seale, R.H. Solomons, М. Д. Винболт-Льюис, N. K. Rice | Королевская военная академия в Сандхерсте | 1966-07-02    |
| 4×400 м           | 3.18.7 с      | E.A.L. Riley, C.P.N. Reilly, Джек Пауэлл, F.A.R. Hunter    | Мотспур Парк                              | 1934-07-07    |
| Прыжок в высоту   | 2.31 м        | Джефф Парсонс                                              | Виктория, Канада                          | 1994-08-26    |
| Прыжок в длину    | 7.49 м        | J.D. Gangadeen                                             | Бристоль                                  | 1973-09-02    |
| Тройной прыжок    | 14.75 м       | J. Mackin                                                  | Херлингем                                 | 1973-05-17    |
| Толкание ядра     | 16.83 м       | J.A. Savidge                                               | Кардифф                                   | 1954-05-08    |
| Метание диска     | 54.01 м       | E.A. Cleaver                                               | Минден                                    | 1962-10-21    |
| Метание копья     | 74.30 м       | Ричард Миллер                                              | Чизик                                     | 1963-07-27    |
| Метание молота    | 59.61 м       | P.C. Allday                                                | Bisham Abbey                              | 1956-09-02    |
| Прыжки с шестом   | 4.14 м        | G. Elliott                                                 | Париж                                     | 1952-08-23    |
| Десятиборье       | 6 638         | C.J. Andrews                                               | Уэлин-Гарден-Сити                         | 1960-07-08/09 |